# Jan Parandowski
Jan Parandowski (11. května 1895 Lvov – 26. září 1978 Varašava) byl polský spisovatel, publicista a překladatel.
Byl synem profesora teologie Jan Bartoszewského. V roce 1923 absolvoval obor klasická filologie na Lvovské univerzitě. Byl redaktorem nakladatelství Alfreda Altenberga a přispíval do týdeníku Wiadomości Literackie. Od roku 1933 až do smrti byl předsedou polského PEN klubu a od roku 1962 místopředsedou Mezinárodního PEN klubu. Po druhé světové válce učil na Katolické univerzitě v Lublinu. V roce 1964 byl jedním ze signatářů Dopisu 34, požadujícího svobodu slova.
Je autorem životopisů významných osobností, přeložil do polštiny Dějiny světa Herberta George Wellse a Homérovu Odysseiu. V roce 1924 vydal knihu Mitologia: Wierzenia i podania Greków i Rzymian, v níž seznámil polskou mládež se světem antických bájí. Ve starém Řecku se odehrává také Parandowského nejznámější román Olympijský disk (1933, v českém překladu vyšel roku 1972), za který získal bronzovou medaili v umělecké soutěži na Letních olympijských hrách 1936.
Parandowski byl nominován na Nobelovu cenu za literaturu v letech 1957 a 1959. Byl mu udělen Zlatý vavřín Polské literární akademie, Řád znovuzrozeného Polska a čestný doktorát lublinské univerzity. Ve varšavské čtvrti Bielany je po něm pojmenována ulice a polský PEN klub uděluje Cenu Jana Parandowského. Je pochován v Aleji zasloužilých na Powązkowském hřbitově.
Jeho vnučkou je herečka Joanna Szczepkowska.